# Sonnenbaulehre
Die Sonnenbaulehre ist eine Architekturtheorie, die der Hofrat und Leibarzt Bernhard Christoph Faust aus Bückeburg ab etwa 1824 propagierte.

## Kernsatz des Faust'schen Sonnenbausystems
„Zur Sonne: rechtwinkelig nach Mittag, sollten alle Häuser der Menschen mit ihren vordern Hauptseiten gerichtet seyn. [...] Alle die zur Mittagssonne, zum Höchsten — das Höchste sollte ewig dem Menschen Ziel seyn — gerichteten Häuser, mehr lang, als tief, gebaut, haben vorn Rasenplätze mit Blumen und Büschen (keine Bäume), 30 bis 50 oder mehrere Fuß tief; und hinten Höfe, 60, 100 und mehrere Fuß tief, mit Hofgebäuden, vom Hause entfernt und getrennt, am Ende des Hofs. Neugebaute und angelegte Städte und Oerter — in gesunder Landschaft; nicht auf Bergen; auch nicht leicht an oder unter ihrem nördlichen Abhange; nicht unmittelbar an Flüssen, diese verunreinigend, entweihend (von Hazzi), auch die Fische vertreibend; und, wo es nur immer möglich ist, höher, als alle Ueberschwemmungslinien benachbarter Flüsse — Städte und Oerter haben in der Mitte ihren Sonnenplatz mit seiner Mittagslinie [...]“

## Lehre
Die Sonnenbaulehre fordert, dass nicht jeder Bauplatz vom Einzelnen willkürlich genutzt wird, denn 

„die Erfahrung hat gelehrt, daß Einzelne, sich selbst überlassen, nicht einmal im Stande sind, eine gerade Baulinie einzuhalten, was unsere größten Theils krummen, buckligen und häßlichen Städte, Märkte und Dörfer zur Genüge bezeugen.“

Die Häuser sollen mit ihren Vorderseiten nicht unmittelbar an die Straße, sondern an „freundlichen Rasenplätzen, getreu zur Mittagssonne“, stehen.

Weitere Forderungen: 

„Beheizung aller privaten und öffentlichen Gebäude durch erwärmte Luft; Einführung beweglicher und geruchloser Abtritte; die Anwendung feuersicherer Gebälke, eiserner Dachstühle mit Metallbedachungen, besonders bei öffentlichen und Stadtgebäuden; der Schutz aller Gebäude durch Blitzableiter; die Anlegung trockener unterirdischer Getreidegruben; verbesserter Einrichtung der Ställe auf brabanter Weise, oder Schweizer Ställe für Güllebereitung; zweckmäßige Anlage aller Düngerstätten, welche nie zunächst öffentlicher Straßen und Plätze zu gestatten sind; die Ableitung der Gewässer in Städten, Märkten und Dörfern, so viel wie möglich in unterirdischen Kanälen; alle Straßen trefflich gebahnt und gepflastert.“

„Neugebaute und angelegte Städte und Oerter – in gesunder Landschaft; nicht auf Bergen; auch nicht leicht an oder ihrem nördlichen Abhange; nicht unmittelbar an Flüssen, diese verunreinigend, entweihend, auch die Fische vertreibend; und, wo es nur immer möglich ist, höher, als alle Überschwemmungslinien benachbarter Flüsse. Städte und Oerter haben in der Mitte ihren Sonnenplatz mit seiner Mittagslinie, zu welchen Sonnenplatz vier Hauptstraßen führen. Die Häuser stehen in Reihen, die vordern und hintern Seiten sind parallel, wie auch die vordern und hintern Seiten der Rasenplätze, der Häuser und Höfe der Reihe. Alles muß Licht und Luft, Raum und Freiheit haben, und, ob der Ordnung und des Friedens, gerade und rechtwinkelig seyn.“

„Die Straßen von Osten nach Westen, von Norden nach Süden, der Fahrweg in der Mitte nicht höher wie recht und Mark Adam lehrte, gewölbt; mit Fußweg. Große Plätze mit Tempeln, Denkmälern und öffentlichen Gebäuden, Brunnen- und Marktplätze, Spielplätze mit Büschen und Bäumen für die Kinder, alle Plätze umgeben von breiten Straßen; Wasserleitungen, daß in jedem Hause springe die Quelle des Lebens; Canäle unter den Straßen, daß diese dauern, die Erde und alles, was auf ihr ist, trocken sey und das Regenwasser der Straßen (kein sogenannter Unrath, aller der gehört als Gold, wie von Joseph von Hazzi sagt, zum Dünger, die Erde zu nähren, zum Garten zu machen) abfließe; daß es den Bewohnern dieser Häuser, Oerter und Städte, wie von den Seligen heiße: ‚sie kennen ihre Sonne und ihre Gestirne‘.“

Gustav Vorherr stellt in der Zeitschrift Allgemeiner Anzeiger der Deutschen vom 5. August 1826 die Frage:

„Wie lange wird es noch dauern, bis die schon von Socrates gegebene Lehre, ‚die Wohnungen der Menschen zur Mittagssonne stellen‘, allenthalben befolgt wird?“

Er bezieht sich damit auf den von Xenophon überlieferten Dialog des Sokrates mit Aristipp (J. M. Heinzes Übersetzung von 1784), in dem es heißt:

„Wer ein Haus haben will, wie sich es gehört, muß darauf sehen, daß es so angenehm zu bewohnen, und so bequem sey, als möglich. Räumt man das ein, so wird’s im Sommer kühl, im Winter warm seyn müssen. Ist das auch richtig, so muß die Sonne im Winter in die mittägigen Zimmer das Hauses scheinen, im Sommer aber über uns und über unser Dach weggehen und Schatten machen. Folglich wird man, wenn das so gut ist, gegen Mittag höher bauen, damit die Wintersonne freien Zugang habe, niedriger aber gegen Norden, damit die kalten Winde nicht so darauf stoßen.
Kurz zu sagen, das Haus, wo einer zu jeder Jahreszeit die angenehmste Zuflucht, und den sichersten Aufenthalt für alles das Seine findet, das ist, die angenehmste und schönste Wohnung.
Dann zeigte ich ihr die für die Menschen bestimmten Zimmer so schön angeordnet, daß sie im Sommer wohl beschattet, im Winter aber wohl besonnt sind, und die ganze Wohnung zeigte ich ihr, wie sie gegen Mittag erhöht sey, so daß es sich von selbst versteht, daß sie im Winter viel Sonne, im Sommer aber viel Schatten habe.“

Sie beinhalten die Beobachtung des Verfassers, dass in absonnigen Gegenden der Schweiz mehr Cretinen, d. h. verkrüppelte, nervenlahme und mit Kröpfen ausgestattete Menschen zu finden seien. Diese Erkenntnis führte ihn auch dazu, mit seiner Zimmergymnastik eine allgemeine Bewegungstherapie sowie regelmäßige Besonnung zu fordern, welche, wie sechzig Jahre später nachgewiesen wurde, für die Bildung des lebenswichtigen Vitamin D unerlässlich ist.

## Umsetzung
Die Münchner Sonnenstraße erhielt ihren heutigen Namen 1812, da ihr Verlauf nach dem Konzept der Sonnenbaulehre ausgerichtet ist.
Es wird erwähnt, dass noch König Max Joseph von Bayern am 14. Juli 1824 für den Isarkreis eine Verfügung erließ, die Gebäude nach der Sonnenstellung auszurichten.
Der bayerische König Ludwig I. wird erwähnt, weil er mit Beispiel voranging und seine jetzige Wohnung in einem edlen Styl mit der Hauptseite zur Sonne erbauen ließ. Gemeint ist der Königsbau der Münchner Residenz. Im Monatsblatt für Bauwesen und Landesverschönerung Nr. 7 vom Juli 1826 findet sich von Gustav Vorherr eine erneute Aufforderung zum Sonnenbau. Er bezieht sich hierbei auf den ersten Teil der Ausgewählten Schriften von Heinrich Zschokke (Aarau 1825 S. 128–130).